# シャンパーニュ伯
シャンパーニュ伯（シャンパーニュはく、comtes de Champagne）は、フランス王国のシャンパーニュ地方を1022年から1314年まで支配した領主、またはその称号。ヴェルマンドワ家の領したモー伯領と、ブルゴーニュ公家の領していたトロワ伯領の統合により成立し、ブロワ家のユーグの時に、正式にシャンパーニュ伯を称した。ブロワ伯と深く関係し、両方を兼ねるものも多かった。
ティボー2世、アンリ1世の時代にフランス王家と抗争しながらも姻戚関係を深め、領内に築かれたシャンパーニュの大市の保護者となることでフランス有数の諸侯となった。十字軍にも関わり、アンリ2世はエルサレム女王イザベル1世と結婚しエルサレム王となり、ティボー3世は第4回十字軍の指導者に選ばれたが出発前に病没した。ティボー4世の時に母系相続によりナバラ王を兼ねる。
1314年にナバラ王を兼ねていたルイが父フィリップ4世の跡を継ぎ、フランス王ルイ10世として即位した時、シャンパーニュ伯領は王領に組み込まれた。以降、同地の代官が儀礼的爵位としてシャンパーニュ伯を名乗った。

## 歴代シャンパーニュ伯
括弧内は在位年。

### ヴェルマンドワ家
- ロベール1世（967年） - モー伯、トロワ伯。ヴェルマンドワ伯エルベール2世の息子。
- エルベール4世（967年 - 995年） - モー伯、トロワ伯。
- エティエンヌ1世（995年 - 1022年） - モー伯、トロワ伯。

### ブロワ家
- ウード1世（1022年 - 1037年） - ブロワ伯（2世）。ブロワ伯ウード1世の息子。エティエンヌ1世の再従兄弟。
- エティエンヌ2世（1037年 - 1048年） - ブロワ伯。ウード1世の息子。
- ウード2世（1048年 - 1066年） - ブロワ伯（3世）。エティエンヌ2世の息子。のちオマール伯。
- ティボー1世（1066年 - 1089年） - ブロワ伯（3世）。エティエンヌ2世の兄。
- ウード3世（1089年 - 1093年） - ティボー1世の息子。
- ユーグ（1093年 - 1125年） - ウード3世の弟。
- ティボー2世（1125年 - 1152年） - ユーグの甥。イングランド王スティーブンの兄。ブロワ伯を兼ねる。
ルイ7世と抗争するが、後に娘アデルをルイ7世の3番目の妻とし、和解する。間に生まれたフィリップ2世の外祖父に当たる。大伯爵と称される。
- アンリ1世（1152年 - 1181年） - ティボー2世の息子。
領内の統治を心がけ、シャンパーニュ伯領をフランス有数の経済的、軍事的に豊かな土地に育てた。ルイ7世とアリエノール・ダキテーヌの娘マリーと結婚する。このため、フィリップ2世は甥でかつ義兄弟ということになる。また、イングランド王リチャード1世、ジョンの義兄弟でもある。自由伯と称される。
- アンリ2世（エルサレム王）（1181年 - 1197年） - アンリ1世の息子。
第3回十字軍に参加、エルサレム女王イザベル1世と結婚し、エルサレム王となる。母マリーの関係から、第3回十字軍に参加したイングランド王リチャード1世、フランス王フィリップ2世の両方の甥に当たる。
- ティボー3世（1197年 - 1201年） - アンリ2世の弟。兄がエルサレム王になった後、シャンパーニュ伯となる。第4回十字軍の指導者となるが出発前に病没。第4回十字軍の詳細な記録を残したジョフロワ・ド・ヴィルアルドゥアンの主人。
- ティボー4世（1201年 - 1253年） - ティボー3世の息子、ナバラ王テオバルド1世。
継承後はアンリ2世の遺児たちとの家督争いに悩まされる。さらにルイ8世と対立し、ルイ8世を毒殺したと噂された。ルイ8世の妃ブランシュとの宮廷愛でも有名。後年、ナバラ王家が断絶した際、母がナバラ王女だったためナバラ王となる。詩人王と称される。
- ティボー5世（1253年 - 1270年） - ナバラ王テオバルド2世。ティボー4世の息子。若年王。
- アンリ3世（1270年 - 1174年） - ナバラ王エンリケ1世。ティボー5世の弟。肥満王。
- ジャンヌ（1274年 - 1305年） - ナバラ女王フアナ1世。アンリ3世の娘。フランス王フィリップ4世の王妃。
- ルイ（1305年 - 1314年） - フランス王ルイ10世。フィリップ4世とジャンヌの息子。

1314年、フランス王位に統合された。